# Anatolij Trubin
Anatolij Wolodymyrowytsch Trubin (ukrainisch Анатолій Володимирович Трубін, wiss. Transliteration Anatolij Volodymyrovyč Trubin, FIFA-Schreibweise nach engl. Transkription: Anatoliy Volodymyrovych Trubin; * 1. August 2001 in Donezk) ist ein ukrainischer Fußballtorwart. Er steht seit 2023 beim portugiesischen Erstligisten Benfica Lissabon unter Vertrag und ist seit Mai 2021 ukrainischer Nationalspieler.

## Karriere

### Verein
Der in Donezk geborene Anatolij Trubin begann seine fußballerische Ausbildung bei Asowstal-2 Mariupol und im Jahr 2014 wechselte er in die renommierte Jugendakademie von Schachtar Donezk. Am 26. Mai 2019 (9. Spieltag der Meisterrunde) gab der Torwart beim 4:0-Heimsieg gegen den FK Mariupol mit 17 Jahren sein Debüt in der höchsten ukrainischen Spielklasse. In dieser Saison 2018/19 bestritt er dieses eine Ligaspiel. In der Meisterrunde der folgenden Spielzeit 2019/20 erhielt er bereits regelmäßig den Vorzug gegenüber vom erfahrenen Andrij Pjatow und die Saison beendete er mit sieben Ligaeinsätzen. Am 21. Oktober 2020 absolvierte er beim sensationellen 3:2-Auswärtssieg gegen Real Madrid sein erstes Spiel in der UEFA Champions League. Zwar konnte auch das Rückspiel mit 2:0 gewonnen werden, durch hohe Niederlagen gegen Borussia Mönchengladbach (0:6 und 0:4, wobei er nicht im Tor stand) sowie zwei torlose Remis gegen Inter Mailand verpassten sie aber die K.-o.-Runde. Als Gruppendritter konnten sie dann in der UEFA Europa League 2020/21 weiterspielen, wo sie im Achtelfinale an AS Rom scheiterten. 
Im August 2023 wechselte er nach Portugal zu Benfica Lissabon.

### Nationalmannschaft
Trubin durchlief ab Januar 2017 die Juniorennationalmannschaften des ukrainischen Fußballverbands, beginnend mit der U16. Zwischen Oktober 2017 und März 2018 bestritt Trubin sechs Länderspiele für die U17-Nationalmannschaft. Ab September 2018 war er für die U19- im Einsatz und seit Juni 2019 in der U21-Auswahl aktiv. Mit letzterer nahm er im Sommer 2023 an der U21-Europameisterschaft teil, bei der das Team erst im Halbfinale gegen Spanien unterlag.
Am 31. März 2021 debütierte er im WM-Qualifikationsspiel gegen Kasachstan in der ukrainischen A-Nationalmannschaft. Bei der Europameisterschaft 2021 stand er als Ersatztorhüter im Aufgebot der Ukraine, die im Viertelfinale gegen England ausschied.

## Erfolge
Schachtar Donezk
- Ukrainischer Meister: 2018/19, 2019/20
- Ukrainischer Pokalsieger: 2018/19